# Ejilaxeborá

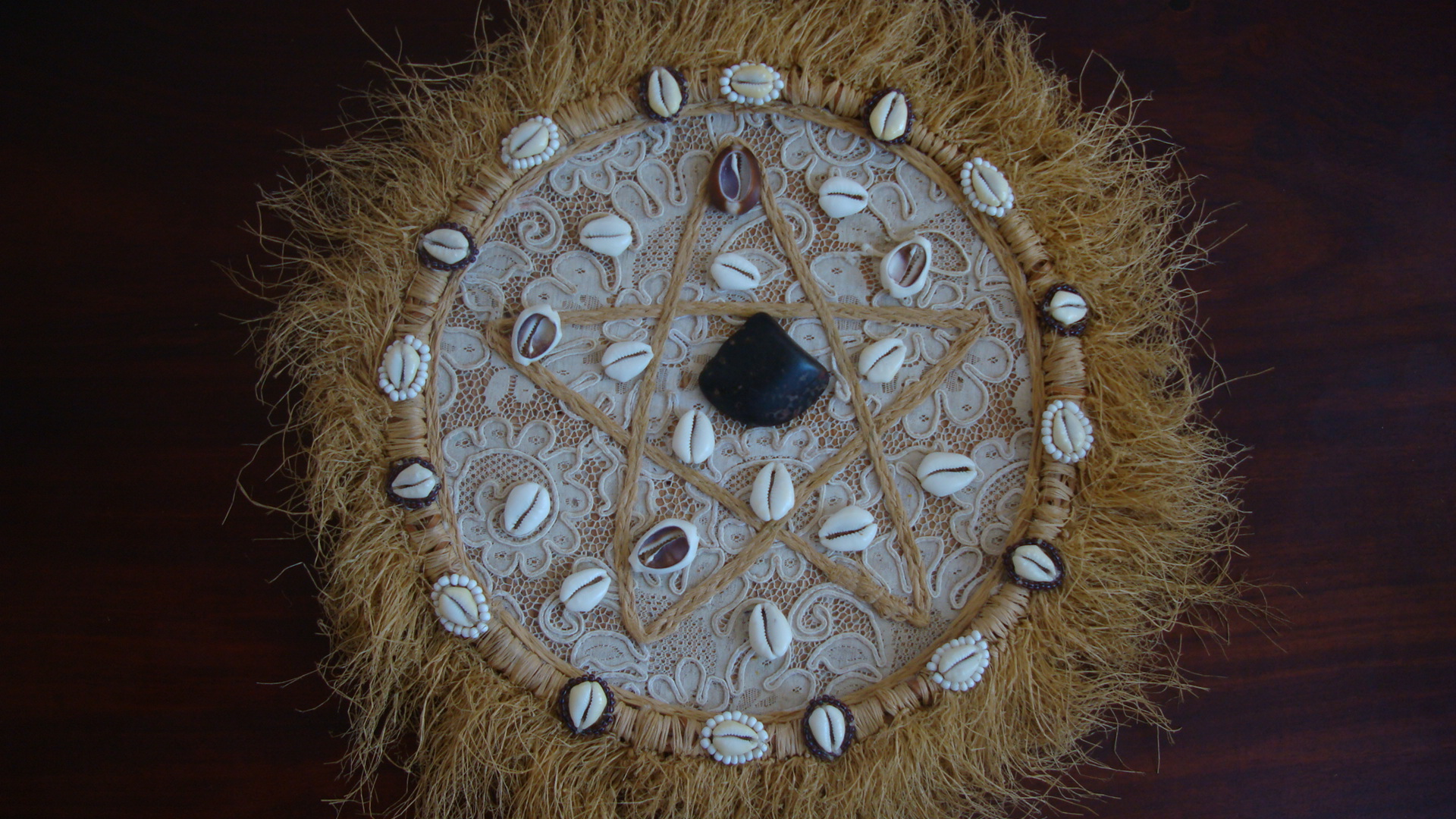
Ejilaxeborá

Êjilaxeborá é um odu do oráculo de ifá, representado no merindilogum com doze conchas abertas pela natureza e quatro fechadas. Nesta caída responde Xangô e Airá. O nome deste odu deve ser chamado de ejilá para quem tem problema com a justiça. Esta caída pode representar equilíbrio total ou desgraça total para o consulente, deve ser recomendado imediatamente um ajabó ao Orixá Xangô, para que sempre o equilíbrio esteja em seu caminho.